# یادداشت‌های دزد صلیب
یادداشت‌های دزد صلیب (ارمنی: Խաչագողի հիշատակարանը; Khachagoghi Hishatakarane; انگلیسی: The Diary of a Cross-Stealer) یک رمان است به زبان ارمنی که در سال ۱۸۹۰ میلادی توسط رمان‌نویس شهیر ارمنی، رافی نگاشته شده است.